# Symbian OS
Symbian là một hệ điều hành đã ngừng phát triển được viết và sử dụng phổ biến cho hầu như điện thoại di động của những năm 90 và đầu thế kỉ 21. Symbian ban đầu được phát triển như một hệ điều hành nguồn đóng cho các thiết bị PDA năm 1998 bởi consortium Symbian Ltd. Symbian OS là hậu duệ của EPOC của Psion, và chỉ chạy trên bộ xử lý ARM, mặc dù đã tồn tại một port cho x86. Symbian đã được sử dụng bởi nhiều thương hiệu điện thoại di động lớn, như Samsung, Motorola, Sony Ericsson, và trên hầu hết các dòng điện thoại của Nokia. Nó cũng phổ biến ở Nhật Bản bởi các thương hiệu bao gồm Fujitsu, Sharp và Mitsubishi. Là người tiên phong thành lập ngành công nghiệp điện thoại thông minh, nó là hệ điều hành điện thoại thông minh phổ biến nhất trên mức trung bình trên toàn thế giới cho đến cuối năm 2010 - tại thời điểm điện thoại thông minh bị hạn chế sử dụng - khi bị Android vượt qua, khi Google và các đối tác của mình đạt được sự chấp nhận rộng rãi. Nó đáng chú ý là không phổ biến ở Bắc Mỹ.
Nền tảng Symbian OS được tạo thành từ hai thành phần: một là hệ điều hành dựa trên microkernel với các thư viện liên kết và phần còn lại là giao diện người dùng, (như middleware), cung cấp lớp vỏ đồ họa trên hệ điều hành. Giao diện người dùng nổi bật nhất là nền tảng S60 (trước đây là Series 60) được xây dựng bởi Nokia,phát hành lần đầu năm 2002 và cung cấp sức mạnh cho hầu hết các thiết bị Nokia Symbian. UIQlà giao diện người dùng cạnh tranh chủ yếu được Motorola và Sony Ericsson sử dụng, tập trung vào các thiết bị dựa trên bút, thay vì giao diện bàn phím truyền thống từ S60. Một giao diện khác là nền tảng MOAP(S) từ nhà cung cấp NTT DoCoMo tại thị trường Nhật Bản. Các ứng dụng của các giao diện khác nhau này không tương thích với nhau, mặc dù mỗi ứng dụng được xây dựng trên Symbian OS. Nokia đã trở thành cổ đông lớn nhất của Symbian Ltd. năm 2004 và mua lại toàn bộ công ty vào năm 2008. Tổ chức phi lợi nhuận Symbian Foundation sau đó được thành lập để trở thành người kế thừa miễn phí bản quyền cho Symbian OS – tìm cách hợp nhất nền tảng, S60 trở thành giao diện chủ yếu của Symbian Foundation và UIQ bị ngừng phát triển. Phiên bản tập trung vào màn hình cảm ứng Symbian^1 (hay S60 5th Edition) được tạo ra năm 2009. Symbian^2 (dựa trên MOAP) được dùng bởi NTT DoCoMo, một trong những thành viên của Symbian Foundation, sử dụng cho thị trường Nhật Bản. Symbian^3 được phát hành vào năm 2010 với tư cách là sự kế thừa cho phiên bản S60 5th Edition, khi đó nó đã trở thành nguồn mở hoàn toàn. Symbian^3 đã nhận được bản cập nhật Anna và Belle vào năm 2011.
Symbian Foundation đã tan rã vào cuối năm 2010 và Nokia đã giành lại quyền kiểm soát sự phát triển của hệ điều hành. Tháng 2 năm 2011, Nokia, cho đến nay, công ty duy nhất còn lại vẫn hỗ trợ Symbian ngoài Nhật Bản, tuyên bố rằng họ sẽ sử dụng Windows Phone 7 của Microsoft làm nền tảng điện thoại thông minh chính của mình, trong khi Symbian sẽ dần bị phá hủy. Hai tháng sau, Nokia chuyển hệ điều hành sang giấy phép nguồn đóng, chỉ hợp tác với các OEM Nhật Bản và sau đó outsourcing việc phát triển Symbian cho Accenture. Mặc dù sự hỗ trợ đã được hứa cho đến năm 2016,bao gồm hai bản cập nhật lớn theo kế hoạch, vào năm 2012,Nokia hầu như đã từ bỏ sự phát triển và hầu hết các nhà phát triển Symbian đã rời khỏi Accdvisor, và vào tháng 1 năm 2014, Nokia đã ngừng chấp nhận phần mềm Symbian mới hoặc thay đổi từ các nhà phát triển. Nokia 808 PureView năm 2012 là smartphone Symbian chính thức cuối cùng từ Nokia. NTT DoCoMo tiếp tục phát hành các thiết bị OPP(S) (Operator Pack Symbian, bản thừa kế của MOAP) tại Nhật Bản, vẫn hoạt động như một phần mềm trung gian trên Symbian. Điện thoại chạy này bao gồm F-07F từ Fujitsu và SH-07F từ Sharp năm 2014.

## Lịch sử
Symbian bắt nguồn từ EPOC32, một hệ điều hành được tạo bởi Psion trong thập kỷ 1990. Tháng 6/1998, Psion Software trở thành Symbian Ltd., một liên doanh giữa Psion và các nhà sản xuất điện thoại Ericsson, Motorola, và Nokia.
Sau đó, các nền tảng phần mềm khác được tạo ra cho Symbian, được hỗ trợ bởi các nhóm khác nhau của các nhà sản xuất điện thoại di động. chúng bao gồm S60 (Nokia, Samsung và LG), UIQ (Sony Ericsson và Motorola) và MOAP(S) (chỉ tiếng Nhật như Fujitsu, Sharp etc.).
Không có sự cạnh tranh lớn trong thi phần smartphone khi (Palm OS và Windows Mobile có thị phần nhỏ), Symbian chiếm tới 67% thị phần smartphone toàn cầu vào năm 2006.
Mặc dù có thị phần khá lớn, nhưng Symbian có các giai đoạn khó phát triển: Lần đầu (vào khoảng đầu đến giữa những năm 2000) do sự phức tạp của ngôn ngữ lập trình bản địa duy nhất OPL và Symbian C++ và của chính hệ điều hành; sau đó là bộ máy phát triển cố chấp, cùng với giá cao của IDE và SDK, vốn bị cấm đối với các nhà phát triển độc lập hoặc rất nhỏ; và sau đó là sự phân mảnh, một phần gây ra bởi sự đấu đá giữa các nhà sản xuất, mỗi nhà sản xuất cũng có IDE và SDK riêng. Tất cả các nhà phát triển bên thứ ba này không khuyến khích và đã phục vụ để khiến hệ sinh thái ứng dụng gốc cho Symbian không phát triển đến một quy mô mà sau đó là App Store của Apple hoặc Google Play của Android đã đạt được.
Ngược lại, iPhone OS (được đổi tên thành iOS năm 2010) và Android có thiết kế tương đối đơn giản hơn, cung cấp hạ tầng tập trung dễ dàng và nhiều hơn để tạo và có được các ứng dụng của bên thứ ba, cung cấp các công cụ dành cho nhà phát triển và ngôn ngữ lập trình với mức độ phức tạp có thể quản lý được và có các khả năng như đa nhiệm và đồ họa để đáp ứng nhu cầu của người tiêu dùng trong tương lai.
Mặc dù Symbian rất khó lập trình, nhưng vấn đề này có thể được giải quyết bằng cách tạo các ứng dụng Java Mobile Edition, với khẩu hiệu "viết một lần, chạy mọi nơi". Điều này không phải luôn luôn như vậy vì sự phân mảnh do kích thước màn hình thiết bị khác nhau và sự khác biệt về mức độ hỗ trợ Java ME trên các thiết bị khác nhau.
Tháng 6/2008, Nokia tuyên bố mua lại Symbian Ltd., và một tổ chức phi lợi nhuận độc lập mới có tên là Symbian Foundation được thành lập. Symbian OS và và các giao diện người dùng liên quan của nó S60, UIQ và MOAP(S) được đóng góp bởi chủ sở hữu Nokia, NTT DoCoMo, Sony Ericsson và Symbian Ltd., với mục tiêu tạo ra nền tảng Symbian dưới dạng miễn phí bản quyền phần mềm nguồn, theo Giấy phép Công cộng Eclipse (EPL) được OSI và FSF phê duyệt. Nền tảng này được chỉ định là sự kế thừa cho hệ điều hành Symbian, sau sự ra mắt chính thức của Symbian Foundation tháng 4 năm 2009. Nền tảng Symbian đã chính thức được cung cấp dưới dạng mã nguồn mở vào tháng 2 năm 2010.
Nokia trở thành người đóng góp chính cho mã nguồn của Symbian, kể từ đó nó sở hữu các tài nguyên phát triển cho cả lõi hệ điều hành Symbian và giao diện người dùng. Kể từ đó, Nokia duy trì kho lưu trữ mã riêng để phát triển nền tảng, thường xuyên phát hành phát triển của mình cho kho lưu trữ công cộng. Symbian được dự định phát triển bởi một cộng đồng do Symbian Foundation dẫn đầu, được công bố lần đầu tiên vào tháng 6 năm 2008 và chính thức ra mắt vào tháng 4 năm 2009. Mục tiêu của nó là xuất bản mã nguồn toàn bộ nền tảng Symbian theo Giấy phép Công cộng Eclipse (EPL) được OSI và FSF phê duyệt. Mã được xuất bản theo EPL ngày 4 tháng 2 năm 2010; Symbian Foundation đã thông báo sự kiện này là cơ sở mã lớn nhất được chuyển sang Nguồn mở trong lịch sử.
Tuy nhiên, một số thành phần quan trọng trong hệ điều hành Symbian đã được cấp phép bởi bên thứ ba, điều này ngăn nền tảng xuất bản toàn bộ nguồn theo EPL ngay lập tức; thay vào đó, phần lớn nguồn được xuất bản theo Symbian Foundation License (SFL) hạn chế hơn và quyền truy cập vào mã nguồn đầy đủ chỉ giới hạn cho các thành viên, mặc dù tư cách thành viên được mở cho bất kỳ tổ chức nào. Ngoài ra, mã nguồn Qt framework đã được giới thiệu cho Symbian năm 2010, là đường dẫn nâng cấp chính cho MeeGo, là hệ điều hành di động tiếp theo để thay thế và thay thế Symbian trên các thiết bị cao cấp; Qtvề bản chất là miễn phí và rất thuận tiện để phát triển. Một vài framework khác đã được triển khai cho nền tảng, trong đó có Standard C/C++, Python, Ruby, và Flash Lite. IDE và SDK đã được phát triển và sau đó được phát hành miễn phí và phát triển ứng dụng cho Symbian đã được chọn.
tháng 11 năm 2010, Tổ chức Symbian đã thông báo rằng do những thay đổi trong điều kiện kinh tế và thị trường toàn cầu (và cũng thiếu sự hỗ trợ từ các thành viên như  Samsung và Sony Ericsson), nó sẽ chuyển sang một tổ chức chỉ cấp phé; Nokia tuyên bố sẽ tiếp quản sự quản lý của nền tảng Symbian. Symbian Foundation sẽ vẫn là chủ sở hữu nhãn hiệu và đơn vị cấp phép và sẽ chỉ có các giám đốc không điều hành tham gia.
Với thị phần trượt từ 39% trong Q3/2010 xuống 31% trong Q4/2010, Symbian đã nhanh chóng mất vị trí vào tay iOS và Android, cuối cùng tụt lại phía sau Android trong Q4/2010. Stephen Elop được bổ nhiệm làm Giám đốc điều hành của Nokia vào tháng 9/2010 và vào ngày 11/2/2011, ông tuyên bố hợp tác với Microsoft cho thấy Nokia sẽ đưa Windows Phone thành nền tảng chính của mình, và Symbian sẽ dần bị loại bỏ, cùng với MeeGo. Hậu quả là thị phần của Symbian giảm xuống và các nhà phát triển ứng dụng cho Symbian đã giảm nhanh chóng. Nghiên cứu vào tháng 6 năm 2011 chỉ ra rằng hơn 39% các nhà phát triển di động sử dụng Symbian tại thời điểm xuất bản đang có kế hoạch từ bỏ nền tảng này.
Ngày 5/4/2011, Nokia ngừng công khai nguồn bất cứ phần nào của phần mềm Symbian và giảm sự hợp tác của họ với một nhóm nhỏ các đối tác được chọn tại Nhật Bản. Mã nguồn được phát hành theo EPL vẫn có sẵn trong kho của bên thứ ba.
Ngày 22 tháng 6 năm 2011, Nokia đã thỏa thuận với Accdvisor về một chương trình gia công phần mềm. Accdvisor sẽ cung cấp các dịch vụ hỗ trợ và phát triển phần mềm dựa trên Symbian cho Nokia đến năm 2016; khoảng 2,800 nhân viên Nokia đã trở thành nhân viên của Accdvisor kể từ tháng 10 năm 2011. Việc chuyển đổi được hoàn thành vào ngày 30 tháng 9 năm 2011.
Nokia chấm dứt hỗ trợ phát triển và bảo trì phần mềm cho Symbian bắt đầu từ 1/1/2014,sau đó từ chối xuất bản các ứng dụng hoặc nội dung Symbian mới hoặc thay đổi trong Nokia Store và chấm dứt chương trình 'Symbian Signed' để chứng nhận phần mềm.

## Tính năng

### Giao diện người dùng
Symbian đã có bộ công cụ đồ họa riêng kể từ khi thành lập, được gọi là  AVKON (trước đây gọi là Series 60). S60 được thiết kế để được thao tác bằng phép ẩn dụ giao diện giống như bàn phím, chẳng hạn như bàn phím điện thoại tăng cường 15 phím hoặc bàn phím mini QWERTY. Phần mềm dựa trên AVKON tương thích nhị phân với các phiên bản Symbian lên đến và bao gồm cả Symbian^3.
Symbian^3 bao gồm Qt framework,  hiện là bộ công cụ giao diện người dùng được đề xuất cho các ứng dụng mới. Qt cũng có thể được cài đặt trên các thiết bị Symbian cũ.
Symbian^4 đã được lên kế hoạch để giới thiệu khung thư viện GUI mới được thiết kế dành riêng cho giao diện cảm ứng, được gọi là  "UI Extensions for Mobile" hay UIEMO (tên nội bộ là "Orbit"), được xây dựng trên Qt Widget; bản xem trước đã được phát hành vào tháng 1/2010, tuy nhiên vào tháng 10/2010, Nokia đã thông báo rằng Orbit/UIEMO đã bị hủy bỏ.
Nokia hiện khuyên các nhà phát triển nên sử dụng  Qt Quick với QML, giao diện người dùng và kịch bản khai báo cấp cao mới để tạo giao diện màn hình cảm ứng trực quan phong phú cho phép phát triển cho cả Symbian và MeeGo; nó sẽ được gửi đến các thiết bị Symbian ^ 3 hiện tại dưới dạng cập nhật Qt. Khi nhiều ứng dụng dần dần có giao diện người dùng được làm lại trong Qt, khung S60 kế thừa (AVKON) sẽ không còn được sử dụng và không còn được bao gồm với các thiết bị mới tại một số điểm, do đó phá vỡ khả năng tương thích nhị phân với các ứng dụng S60 cũ hơn.

### Trình duyệt

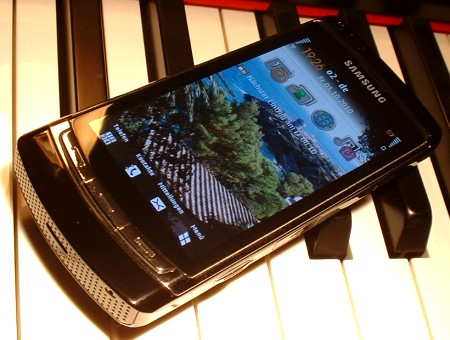
Symbian S60 5th trên Samsung Omnia HD

Symbian^3 trở về trước có tích hợp WebKit dựa trên trình duyệt. Symbian là nền tảng di động đầu tiên sử dụng WebKit (vào tháng 6 năm 2005). Một số kiểu máy Symbian cũ hơn có Opera Mobile làm trình duyệt mặc định.
Nokia đã phát hành một trình duyệt mới với việc phát hành Symbian Anna với tốc độ và giao diện người dùng được cải thiện.

### Hỗ trợ đa ngôn ngữ
Symbian có hỗ trợ bản địa hóa mạnh mẽ cho phép các nhà sản xuất và nhà phát triển ứng dụng bên thứ 3 bản địa hóa các sản phẩm dựa trên Symbian của họ để hỗ trợ phân phối toàn cầu. Bản phát hành Symbian hiện tại (Symbian Belle) đã hỗ trợ 48 ngôn ngữ mà Nokia cung cấp trên thiết bị trong các gói ngôn ngữ (bộ ngôn ngữ bao gồm các ngôn ngữ thường được sử dụng trong khu vực có bán biến thể thiết bị). Tất cả các gói ngôn ngữ đều có tiếng Anh thông dụng (hoặc một phương ngữ địa phương có liên quan). Các ngôn ngữ được hỗ trợ [với phương ngữ] (và tập lệnh) trong Symbian Belle là:
| - Arabic (Arabic), - Basque (Latin), - Bulgarian (Cyrillic), - Catalan (Latin), - Trung Quốc (Giản thể), - Trung Quốc [Hong Kong] (Phồn thể), - Trung Quốc [Taiwan] (Phồn thể), - Croatian (Latin), - Tiếng Séc (Latin), - Đan Mạch (Latin), - Hà Lan (Latin), - Tiếng Anh [UK] (Latin), | - Tiếng Anh [US] (Latin), - Estonian (Latin), - Finnish (Latin), - Tiếng Pháp (Latin), - Tiếng Pháp [Canadian] (Latin), - Galician (Latin), - German (Latin), - Hy Lạp (Greek), - Hebrew (Hebrew), - Hindi (Indian), - Hungari (Latin), - Icelandic (Latin), - Indonesia [Bahasa Indonesia] (Latin), | - Itali (Latin), - Nhật Bản (Japanese script)* - Kazakh (Cyrillic), - Latvia (Latin), - Lithuania (Latin), - Malay [Bahasa Malaysia] (Latin), - Marathi (India - Maharashtra), - Norwegian (Latin), - Persian [Farsi], - Polish (Latin), - Bồ Đào Nha (Latin), - Bồ Đào Nha [Brazil] (Latin), - Romanian [Romania] (Latin), | - Nga (Cyrillic), - Séc-bi (Latin), - Slovak (Latin), - Slovene (Latin), - Tây Ban Nha (Latin), - Tây Ban Nha [Mỹ Latin] (Latin), - Swedish (Latin), - Tagalog [Filipino] (Latin), - Thai (Thai), - Tamil (India) - Turkish (Latin), - Ukrainia (Cyrillic), - Urdu (Arabic), - Việt Nam (Latin). |

Symbian Belle đánh dấu sự ra đời của tiếng Kazakhstan, trong khi tiếng Hàn không còn được hỗ trợ.
- Tiếng Nhật chỉ khả dụng trên các thiết bị Symbian^2 vì chúng được sản xuất tại Nhật Bản và trên các thiết bị Symbian khác, tiếng Nhật vẫn được hỗ trợ với những hạn chế.

### Phát triển ứng dụng
Từ 2010, Symbian chuyển sang sử dụng C ++ tiêu chuẩn với Qt làm SDK chính, có thể được sử dụng với Qt Creator hay Carbide.c++. Qt hỗ trợ các phiên bản Symbian/S60 3rd (bắt đầu với Feature Pack 1, a.k.a. S60 3.1) và Symbian/S60 5th Edition (a.k.a. S60 5.01b), cũng như nền tảng Symbian mới. Nó cũng hỗ trợ Maemo và MeeGo, Windows, Linux và Mac OS X.
Phát triển ứng dụng thay thế có thể được thực hiện bằng Python (xem Python for S60), Adobe Flash Lite hay Java ME.
Symbian OS trước đây đã sử dụng phiên bản C++ dành riêng cho Symbian, với CodeWarrior và sau này là Carbide.c++ IDE, làm môi trường phát triển ứng dụng gốc..
Web Run time (WRT) là một framework ứng dụng di động cho phép tạo widget trên nền tảng S60; nó là một phần mở rộng cho trình duyệt dựa trên S60 WebKit cho phép khởi chạy nhiều phiên bản trình duyệt dưới dạng các ứng dụng JavaScript riêng biệt.

## Phát triển ứng dụng

### Qt
Kể từ năm 2010, SDK cho Symbian là C ++ tiêu chuẩn, sử dụng Qt. Nó có thể được sử dụng với Qt Creator hoặc carbide (IDE cũ hơn được sử dụng trước đây để phát triển Symbian). Trình giả lập điện thoại cho phép thử nghiệm các ứng dụng Qt. Các ứng dụng được biên dịch cho trình giả lập được biên dịch thành mã gốc cho nền tảng phát triển, thay vì phải được mô phỏng. Phát triển ứng dụng có thể sử dụng C++ hoặc QML.

### Symbian C++
Vì hệ điều hành Symbian được viết bằng C++ bằng mã chuẩn của Symbian Software, nên có thể phát triển bằng Symbian C++, mặc dù đây không phải là một triển khai tiêu chuẩn. Trước khi phát hành SDK Qt, đây là môi trường phát triển tiêu chuẩn. Có nhiều nền tảng dựa trên Symbian OS đã cung cấp software development kit (SDK) cho các nhà phát triển ứng dụng muốn nhắm mục tiêu các thiết bị Symbian OS, những nền tảng chính là UIQ và S60. Các sản phẩm điện thoại cá nhân hoặc gia đình thường có các phần mở rộng SDK hoặc SDK có thể tải xuống từ trang web của nhà sản xuất.
SDK chứa tài liệu, file tiêu đề và file thư viện cần thiết để xây dựng phần mềm Symbian OS, và một trình giả lập dựa trên Windows ("WINS"). cho đến Symbian OS 8, SDK cũng bao gồm một phiên bản của trình biên dịch GNU Compiler Collection (GCC) (một trình biên dịch đa nền tảng) để xây dựng phần mềm để hoạt động trên thiết bị.
Symbian OS 9 và nền tảng Symbian sử dụng giao diện nhị phân ứng dụng (ABI) mới và cần một trình biên dịch khác. Một sự lựa chọn các trình biên dịch có sẵn bao gồm một phiên bản GCC mới hơn (xem các liên kết bên ngoài bên dưới).
Thật không may, lập trình Symbian C ++ có một đường cong học tập dốc, vì Symbian C++ yêu cầu sử dụng các kỹ thuật đặc biệt như mô tả, các đối tượng hoạt động và ngăn xếp dọn dẹp. Điều này có thể làm cho các chương trình thậm chí tương đối đơn giản ban đầu khó thực hiện hơn trong các môi trường khác. Có thể các kỹ thuật, được phát triển cho phần cứng và trình biên dịch di động bị hạn chế hơn nhiều vào những năm 1990, đã gây ra sự phức tạp thêm trong mã nguồn vì các lập trình viên được yêu cầu tập trung vào các chi tiết cấp thấp thay vì các tính năng cụ thể hơn cho ứng dụng. Kể từ năm 2010, những vấn đề này không còn xảy ra khi sử dụng C++ tiêu chuẩn, với SDK Qt.
Lập trình Symbian C ++ thường được thực hiện với IDE. Đối với các phiên bản trước của Symbian OS, IDE thương mại CodeWarrior cho Symbian OS được ưa chuộng. Các công cụ CodeWarrior đã được thay thế trong năm 2006 bởi Carbide.c++, một IDE dựa trên Eclipse được phát triển bởi Nokia. Carbide.c++ được cung cấp trong bốn phiên bản khác nhau: Express, Developer, Professional, và OEM, với mức độ tăng khả năng. Phần mềm đầy đủ tính năng có thể được tạo và phát hành với phiên bản Express, miễn phí. Các tính năng như thiết kế giao diện người dùng, gỡ lỗi sự cố,... có sẵn trong các phiên bản khác, tính phí. Microsoft Visual Studio 2003 và 2005 cũng được hỗ trợ thông qua plugin Carbide.vs.

### Ngôn ngữ khác

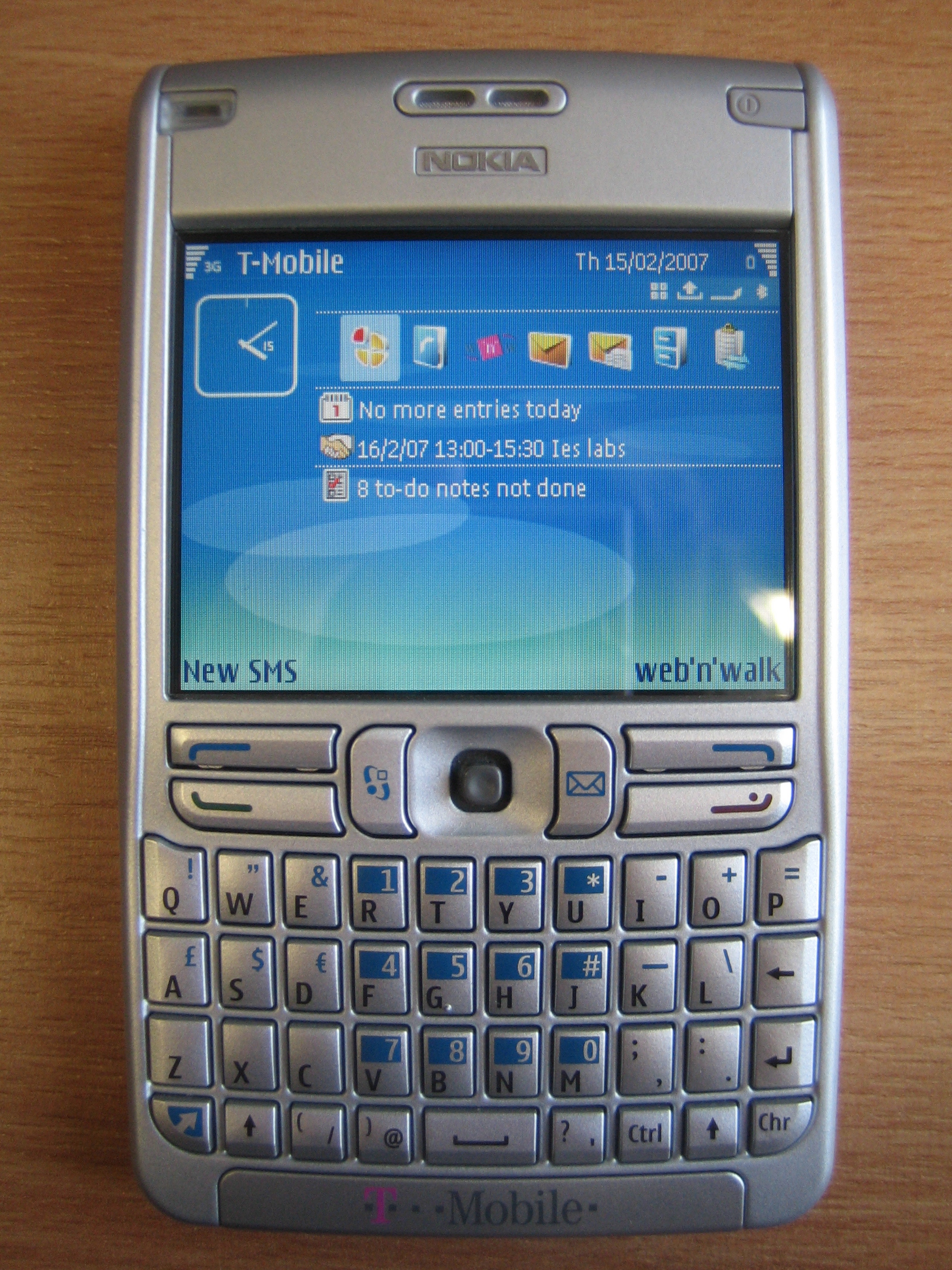
Symbian v9.1 với giao diện S60v3, trên Nokia E61

Các ứng dụng của Symbian có thể được lập trình bằng Python, Java ME, Flash Lite, Ruby, .NET, Web Runtime (WRT) Widgets và Standard C/C++.
Lập trình viên Visual Basic có thể dùng NS Basic để phát triển ứng dụng cho các thiết bị S60 3rd Edition và UIQ 3.
Trước đây, việc phát triển Visual Basic, Visual Basic.NET, và C# Symbian có thể thông qua AppForge Crossfire, một plugin cho Microsoft Visual Studio. ngày 13 tháng 3 năm 2007, AppForge ngừng hoạt động; Oracle đã mua tài sản trí tuệ, nhưng tuyên bố rằng họ không có kế hoạch bán hoặc cung cấp hỗ trợ cho các sản phẩm cũ của AppForge. Net60, một framework.NET nhỏ gọn cho Symbian, ược phát triển bởi redFIVElabs, được bán dưới dạng sản phẩm thương mại. Với Net60, mã nguồn VB.NET và C# (và các ngôn ngữ khác) được biên dịch thành ngôn ngữ trung gian (IL)được thực thi trong Symbian OS bằng một trình biên dịch just-in-time. (As of Jan 18th, 2010, RedFiveLabs đã ngừng phát triển Net60 với thông báo này trên trang đích của họ: "Ở giai đoạn này, chúng tôi đang theo đuổi một số tùy chọn bán IP để Net60 có thể tiếp tục có tương lai".)
Cũng có một phiên bản của Borland IDE cho Symbian OS. Cũng có thể phát triển hệ điều hành Symbian trên Linux và Mac OS X bằng cách sử dụng các công cụ và phương pháp do cộng đồng phát triển, một phần được kích hoạt bởi Symbian phát hành mã nguồn cho các công cụ then chốt. Một plugin cho phép phát triển các ứng dụng hệ điều hành Symbian trong Xcode IDE cho Mac OS X đã có sẵn.
Các ứng dụng Java ME cho hệ điều hành Symbian được phát triển bằng các kỹ thuật và công cụ tiêu chuẩn như Sun Java Wireless Toolkit (trước đây là J2ME Wireless Toolkit). Chúng được đóng gói dưới dạng file JAR (và có thể là JAD). Cả hai ứng dụng CLDC và CDC đều có thể được tạo bằng NetBeans. Các công cụ khác bao gồm SuperWaba, có thể được sử dụng để xây dựng các chương trình Symbian 7.0 và 7.x bằng Java.
Điện thoại Nokia S60 cũng có thể chạy các tập lệnh Python khi trình thông dịch Python for S60 được cài đặt, với API được tạo tùy chỉnh cho phép hỗ trợ Bluetooth và như vậy. Ngoài ra còn có một bảng điều khiển tương tác để cho phép người dùng viết các tập lệnh Python trực tiếp từ điện thoại.

### Triển khai
Sau khi được phát triển, các ứng dụng Symbian cần tìm cách đến điện thoại di động của khách hàng. Chúng được đóng gói trong các file SIS có thể được cài đặt qua mạng, qua kết nối PC, Bluetooth hoặc trên thẻ nhớ. Một cách khác là hợp tác với nhà sản xuất điện thoại và có phần mềm đi kèm trên chính điện thoại. Các ứng dụng phải được xác minh qua Symbian Signed cho Symbian OS 9.x để sử dụng các khả năng nhất định (khả năng hệ thống, khả năng hạn chế và khả năng của nhà sản xuất thiết bị). Các ứng dụng hiện có thể được xác minh miễn phí.

## Quá trình phát triển
Symbian được hỗ trợ nhiều nhất bởi hãng điện thoại Nokia. Hãng này đã tích hợp Symbian vào hầu hết điện thoại cao cấp của mình. Trong khoảng thời gian từ 2003-2007, Nokia và Symbian hết sức thành công với doanh số cao và Symbian được coi là biểu tượng cao cấp. Các điện thoại tiêu biểu phải kể đến Nokia 6600 và Nokia 7610. Ngoài Nokia, Sony Ericsson cũng có những model dùng Symbian rất được chú ý như P900, P910i. Các hãng khác như Samsung, Motorola cũng có một vài model sử dụng Symbian nhưng không thực sự thành công lắm.

## Ưu và khuyết điểm
Ở thời kỳ hoàng kim thì Symbian được đánh giá là thân thiện, dễ sử dụng, thông minh, dễ tùy biến, nhiều ứng dụng... Tuy nhiên càng về sau, khi các hệ điều hành iOS của Apple và Android của Google phổ biến hơn thì Symbian đánh mất dần các lợi thế. Nó trở thành một hệ điều hành lạc hậu, trì trệ, kém chuyên nghiệp...
Điểm yếu nhất của Symbian, ngay cả khi nó đang thịnh hành, là sự không tương thích giữa các phiên bản(phiên bản ra sau mới hơn lại không chạy được ứng dụng cho phiên bản trước), dẫn đến khó khăn cho các nhà phát triển phần mềm của hãng thứ 3, từ đó cũng khiến phần mềm dành cho Symbian tuy nhiều mà ít, vì cùng là Symbian nhưng lại không chạy được cùng một phần mềm.
Một điểm nữa, là hầu hết các thiết bị chạy Symbian đều gắn với phiên bản hệ điều hành của nó vĩnh viễn, người dùng không thể nâng cấp hệ điều hành trên thiết bị cũ của mình lên phiên bản mới, việc đó càng khiến Symbian trở nên phân mảnh, thiếu thân thiện và bó buộc hơn. 

## Các điện thoại dùng Symbian
Danh sách: Lưu trữ ngày 12 tháng 11 năm 2008 tại Wayback Machine

### Nokia
1. Nokia 3650
2. Nokia 9210i
3. Nokia 6600
4. Nokia 7650
5. Nokia 3660
6. Nokia 7700
7. Nokia 9500
8. Nokia 6260
9. Nokia 6288
10. Nokia 9300
11. Nokia 6670
12. Nokia 6680
13. Nokia 6681
14. Nokia 5230
15. Nokia 5233
16. Nokia 5235
17. Nokia N90
18. Nokia N70
19. Nokia 3250
20. Nokia N71
21. Nokia N72
22. Nokia N73
23. Nokia N73 Music Edition
24. Nokia N8
25. Nokia N91
26. Nokia N91 8GB
27. Nokia N92
28. Nokia N93
29. Nokia 9300i
30. Nokia     E61
31. Nokia E50
32. Nokia E60
33. Nokia E61i
34. Nokia E65
35. Nokia E7
36. Nokia 8800 Sirocco Edition
37. Nokia 5500 Sport
38. Nokia 3250 Xpress Music
39. Nokia N77
40. Nokia N78
41. Nokia E7
42. Nokia E90 Communicator
43. Nokia N70 Music Edition
44. Nokia N8
45. Nokia N81 8GB
46. Nokia N95
47. Nokia N95 8GB
48. Nokia N96
49. Nokia N97
50. Nokia 7610
51. Nokia 5610 Xpress Music
52. Nokia 5800 XpressMusic
53. Nokia 5800 Navigation
54. Nokia C2-03
55. Nokia C5-00
56. Nokia C5-03
57. Nokia C5-06
58. Nokia X6-00
59. Nokia X7
60. Nokia 6120c
61. Nokia 5130-c
62. Nokia E63
63. Nokia E66
64. Nokia PureView 808
65. Nokia 6124C

### Sony Ericsson
- P900

### Samsung
- Samsung Beat DJ